# Eccellenza Puglia 2006-2007
Il campionato italiano di calcio di Eccellenza regionale 2006-2007 è stato il sedicesimo organizzato in Italia. Rappresenta il sesto livello del calcio italiano.
Questi sono i gironi organizzati dal comitato regionale della regione Puglia.

## Squadre partecipanti
| Squadra                         | Città                    |
| ------------------------------- | ------------------------ |
| U.S. Antonio Toma Maglie        | Maglie (LE)              |
| U.S. Audace Cerignola           | Cerignola (FG)           |
| A.S. Bisceglie 1913 Don Uva APD | Bisceglie (BT)           |
| A.S.C. Calcio Capurso           | Capurso (BA)             |
| Pol. Copertino                  | Copertino (LE)           |
| A.S.D. Fasano Calcio            | Fasano (BR)              |
| A.S.D. Francavilla Calcio       | Francavilla Fontana (BR) |
| U.S.D. Lucera Calcio            | Lucera (FG)              |
| A.C.D. Massafra                 | Massafra (TA)            |
| A.S. Molfetta Calcio            | Molfetta (BA)            |
| A.S.D. Novoli                   | Novoli (LE)              |
| Nuova Nardò Calcio S.R.L.       | Nardò (LE)               |
| A.S.D. Nuova Polisportiva Noci  | Noci (BA)                |
| A.C. Ostuni Sport               | Ostuni (BR)              |
| A.S.D. Pro Italia Galatina      | Galatina (LE)            |
| A.S. Real Altamura              | Altamura (BA)            |
| U.S. San Giorgio Apricena       | Apricena (FG)            |
| A.S.D. Victoria Locorotondo     | Locorotondo (BA)         |

## Classifica finale
|  | Pos. | Squadra              | Pt | G  | V  | N  | P  | GF | GS | DR  |
|  | ---- | -------------------- | -- | -- | -- | -- | -- | -- | -- | --- |
|  | 1.   | Fasano               | 74 | 34 | 21 | 11 | 2  | 53 | 22 | +31 |
|  | 2.   | Noci                 | 65 | 34 | 17 | 14 | 3  | 55 | 29 | +26 |
|  | 3.   | Audace Cerignola     | 62 | 34 | 17 | 11 | 6  | 54 | 29 | +25 |
|  | 4.   | Molfetta Calcio      | 61 | 34 | 18 | 7  | 9  | 36 | 21 | +15 |
|  | 5.   | Lucera               | 54 | 34 | 16 | 6  | 12 | 44 | 37 | +7  |
|  | 6.   | Victoria Locorotondo | 52 | 34 | 14 | 10 | 10 | 43 | 31 | +12 |
|  | 7.   | Francavilla          | 50 | 34 | 11 | 17 | 6  | 38 | 34 | +4  |
|  | 8.   | Bisceglie            | 48 | 34 | 12 | 12 | 10 | 46 | 39 | +7  |
|  | 9.   | Real Altamura        | 46 | 34 | 11 | 13 | 10 | 47 | 45 | +2  |
|  | 10.  | Toma Maglie          | 44 | 34 | 10 | 14 | 10 | 39 | 39 | 0   |
|  | 11.  | Ostuni               | 41 | 34 | 11 | 8  | 15 | 25 | 46 | -21 |
|  | 12.  | Nardò (-1)           | 40 | 34 | 10 | 11 | 13 | 32 | 33 | -1  |
|  | 13.  | Capurso              | 38 | 34 | 10 | 8  | 16 | 35 | 40 | -5  |
|  | 14.  | Copertino            | 37 | 34 | 7  | 16 | 11 | 30 | 33 | -3  |
|  | 15.  | Massafra             | 36 | 34 | 7  | 15 | 12 | 29 | 40 | -11 |
|  | 16.  | Pro Italia Galatina  | 32 | 34 | 6  | 14 | 14 | 24 | 40 | -16 |
|  | 17.  | Novoli (-2)          | 21 | 34 | 5  | 8  | 21 | 20 | 50 | -30 |
|  | 18.  | San Giorgio Apricena | 13 | 34 | 2  | 7  | 25 | 23 | 65 | -42 |

Legenda:
      Promosso in Serie D 2007-2008.
      Qualificato ai Play-Off nazionali.
 Ammesso ai Play-Off o ai Play-out.
      Retrocesso in Promozione Puglia 2007-2008.
 Promozione diretta.
 Retrocessione diretta.
Note:
Tre punti a vittoria, uno a pareggio, zero a sconfitta.
Nardò e Novoli penalizzati con la sottrazione rispettivamente di 2 e 1 punto in classifica.

## Spareggi

### Play-off

#### Semifinali
| Squadra #1            | Squadra #2       | Andata | Ritorno | Qualificata/o alla Finale |
| --------------------- | ---------------- | ------ | ------- | ------------------------- |
| Lucera                | Noci             | 1-1    | 1-1     | Noci                      |
| A.S. Molfetta Calcio' | Audace Cerignola | 2-1    | 1-2     | Audace Cerignola          |

#### Finale
| Squadra #1       | Squadra #2 | Andata | Ritorno | Qualificata/o ai play-off nazionali |
| ---------------- | ---------- | ------ | ------- | ----------------------------------- |
| Audace Cerignola | Noci       | 2-0    | 1-1     | Audace Cerignola                    |

### Play-out
| Squadra             | Squadra   | Andata | Ritorno | Retrocessa in Promozione |
| ------------------- | --------- | ------ | ------- | ------------------------ |
| Novoli              | Copertino | 0-0    | 0-0     | Novoli                   |
| Pro Italia Galatina | Massafra  | 0-0    | 0-2     | Pro Italia Galatina      |